# Ostapkivți, Nemîriv
Ostapkivți (în ucraineană Остапківці) este un sat în comuna Ciukiv din raionul Nemîriv, regiunea Vinnița, Ucraina.

## Demografie
Componența lingvistică a localității Ostapkivți
     Ucraineană (97,73%)
     Rusă (2,27%)
Conform recensământului din 2001, majoritatea populației localității Ostapkivți era vorbitoare de ucraineană (97,73%), existând în minoritate și vorbitori de rusă (2,27%).